# Shinova
Shinova es un grupo español de rock alternativo, formado en 2008 en Bérriz, Vizcaya. La música de la banda inicialmente era cercana al hard rock y al metal alternativo, a menudo comparada con grupos como Sôber, Savia y Skizoo. Sin embargo, desde el lanzamiento de Ana y el artista temerario en 2014 a través del sello Maldito Records, su música se orientó más hacia el indie rock. 
Su cuarto álbum Volver fue lanzado en 2016 a través de Warner Music, y alcanzó el puesto n.º 49 en las listas de álbumes en español. La versión en vinilo del álbum La buena suerte (2021), alcanzó el n.º 1 de las listas de ventas. Se han convertido en una de las bandas de referencia del calendario de festivales en España.

## Nombre
El nombre de Shinova es una combinación de las palabras "chi" (energía) y "nova" (nueva), por lo que puede traducirse como "nueva energía".

## Biografía
Shinova se formó en 2008 con el cantante Gabriel de la Rosa y el bajista Ander Cabello. Un primer elenco permanente del grupo se formó con los dos guitarristas Iñaki Elorza y Javier Martín, y el baterista Eneko Urcelay, a los que se unieron Cabello y de la Rosa. Con el tiempo, el grupo cambió su formación permanente: junto a los dos fundadores de la Rosa y Cabello, Daniel del Valle y Erlantz Prieto tocan la guitarra y Joshua Froufe la batería.
En mayo de 2009, el grupo lanzó su primer álbum, Latidos, considerado un disco de metal melódico. Fue grabado en los Estudios Santos de Ondárroa en la provincia de Vizcaya y masterizado en Madrid y Buenos Aires. El segundo álbum completo, La ceremonia de la confusión, fue grabado en los Sandman Studios de Madrid y finalizado por Mika Jussila en los Finnvox Studios de Helsinki.
Tras el lanzamiento del tercer álbum Ana y el artista temerario, con Maldito Records, en 2014, su siguiente disco, Volver fue publicado por Warner Music España en el otoño de 2016. El álbum ocupó el puesto 49 en las listas españolas durante una semana.
La versión en vinilo del álbum La buena suerte (2021), alcanzó el n.º 1 de las listas de ventas en España.
En febrero de 2025 Ander Cabello, uno de los miembros fundadores de Shinova, se desvinculó de la banda.

## Miembros
- Gabriel de la Rosa – voz
- Daniel del Valle – guitarra y teclados
- Erlantz Prieto – guitarra
- Joshua Froufe – batería

### Antiguos miembros
- Ander Cabello – bajo (2008-2025)
- Eneko Urcelay – batería (2008–2014)
- Iñaki Elorza –  guitarra (2008–2010)
- Javier Martín – guitarra (2008–2011)
- Xabier Laria – guitarra (2011–2014)
- Argi – guitarra (2012–2013)
- Christian Rodríguez – teclados (2011–2014)

## Discografía
- Latidos (DFX) – 2009
- La ceremonia de la confusión (Independiente) – 2011
- Ana y el artista temerario (Maldito Records) – 2014
- Volver (Warner Music Spain) – 2016
- Cartas de navegación (Warner Music Spain) – 2018
- La buena suerte (Warner Music Spain) – 2021
- El presente (Warner Music Spain) – 2024